# Иидзука
Иидзука (яп. 飯塚市 Иидзука-си) — город в Японии, находящийся в префектуре Фукуока. Площадь города составляет 214,13 км², население — 129 723 человека (1 августа 2014), плотность населения — 605,81 чел./км².

## Географическое положение
Город расположен на острове Кюсю в префектуре Фукуока региона Кюсю. С ним граничат города Ногата, Тикусино, Тагава, Миявака, Кама и посёлки Кейсен, Сасагури, Суэ, Котаке, Тикудзен, Итода, Фукути.

## Население
Население города составляет 129 723 человека (1 августа 2014), а плотность — 605,81 чел./км². Изменение численности населения с 1980 по 2005 годы:
| 1980 | 135 852 чел. |  |
| 1985 | 138 825 чел. |  |
| 1990 | 139 663 чел. |  |
| 1995 | 140 463 чел. |  |
| 2000 | 136 701 чел. |  |
| 2005 | 133 357 чел. |  |

## Символика
Деревом города считается камфорное дерево, цветком — космея.